# Melanthera
Melanthera là một chi thực vật có hoa trong họ Cúc (Asteraceae).

## Loài
Chi Melanthera gồm các loài:
- Melanthera abyssinica (Sch.Bip. ex A.Rich.) Vatke - châu Phi; Ethiopia, Tanzania + Sierra Leone
- Melanthera angustifolia A.Rich. - Trung Mỹ, Cuba, Bán đảo Yucatán, Bahamas, Florida
- Melanthera biflora (L.) Wild. Ấn Độ Dương-Thái Bình Dương
- Melanthera bryanii (Sherff) W.L.Wagner & H.Rob. – Pili Nehe; Hawaiʻi
- Melanthera buchii Urb. - Haiti
- Melanthera cinerea Schweinf. ex Schweinf. - Châu Phi
- Melanthera discoidea S.F.Blake - Amazonas (bang Brasil)
- Melanthera elliptica O.Hoffm. - Trung Phi
- Melanthera fauriei (H. Lév.) W.L.Wagner & H.Rob. – Olokele Canyon Nehe; Hawaiʻi
- Melanthera felicis C.D.Adams - Guinea; Tây Phi
- Melanthera gambica Hutch. & Dalziel - Gambia, Sénégal, Guinea-Bissau; Tây Phi
- Melanthera hastata (Walt.) Rich. - Michoacán - México, Islas de la Bahía - Honduras, Bahamas, El Salvador
- Melanthera integrifolia (Nutt.) W.L.Wagner & H.Rob. – Kure Atoll Nehe; Hawaiʻi
- Melanthera kamolensis (O.Deg.) & Sherff) W.L.Wagner & H.Rob. – Maui Nehe; Mauʻi
- Melanthera latifolia (Gardner) Cabrera - Brasil, Bolivia, Paraguay, Uruguay, Argentina
- Melanthera lavarum (Gaudich.) W.L. Wagner & H.Rob. – Coastal Nehe; Hawaiʻi.
- Melanthera micrantha (Nutt.) W.L.Wagner & H.Rob. - Hawaiʻi
- Melanthera nivea (L.) Small – Pineland Squarestem, Snow Squarestem, Yerba de Cabra; Hoa Kỳ,[2] Trung Mỹ, Nam Mỹ (Colombia, Venezuela, Ecuador, Guyane thuộc Pháp, Guyana, Suriname, Brasil)
- Melanthera parvifolia Small – Small-leaf Squarestem - Florida
- Melanthera perdita (Sherff) W.L.Wagner & H.Rob. – Koʻokoʻolau; Hawaiʻi
- Melanthera populifolia (Sherff) W.L. Wagner & H.Rob. – Grassland Nehe; Hawaiʻi
- Melanthera prostrata (Hemsl.) W.L.Wagner & H.Rob. - Cộng hòa Nhân dân Trung Hoa, Nhật Bản, Triều Tiên, Thái Lan, Việt Nam[3]
- Melanthera pungens Oliv. & Hiern - Trung Phi
- Melanthera remyi (A.Gray) W.L.Wagner & H.Rob. – Annual Nehe; Hawaiʻi
- Melanthera scandens (Schumach.) Roberty[4]
- Melanthera rhombifolia O.Hoffm. & Muschl. - Tây Phi
- Melanthera richardsae Wild - Trung Phi
- Melanthera robinsonii Wild - Trung Phi
- Melanthera robusta (Makino) K.Ohashi & H.Ohashi - Nhật Bản, Trung Hoa Dân Quốc
- Melanthera scaberrima Hiern - Angola
- Melanthera scandens (Schumach. & Thonn.) Roberty - Trung Phi
- Melanthera subcordata (A.Gray) W.L.Wagner & H.Rob. - Hawaiʻi
- Melanthera tenuifolia (A.Gray) W.L.Wagner & H.Rob. – Waianae Range Nehe; Oʻahu
- Melanthera tenuis (O.Deg. & Sherff) W.L.Wagner & H.Rob. – Streambed Nehe; Hawaiʻi
- Melanthera triternata (Klatt) Wild - Nam Phi (khu vực)
- Melanthera venosa (Sherff) W.L. Wagner & H.Rob. – Spreading Nehe; Hawaiʻi
- Melanthera waimeaensis (H.St.John) W.L. Wagner & H.Rob. – Waimea Canyon Nehe; Kauaʻi